# 克利本 (伊利諾伊州)
克利本（英語：Cleburne）是位於美國伊利諾伊州富蘭克林縣的一個非建制地區。該地的面積和人口皆未知。

## 地理
克利本的座標為37°56′09″N 89°03′13″W / 37.93583°N 89.05361°W，而該地的平均海拔高度為128米（即420英尺）。